# کپوردندان‌ماهی سانتاکروز
کپوردندان‌ماهی سانتاکروز (یا پاپفیش سانتاکروز) (نام علمی: Cyprinodon arcuatus) نام یک گونه منقرض‌شده از تیره کپوردندان‌ماهیان است.